# Château de Bolland
Le château de Bolland est un château remontant au XVIe siècle situé dans la commune de Herve, dans l'entité de Bolland.
C'est un ancien domaine des sires d'Eynatten, qui passa aux Lannoy avec Julémont.  

## Familles propriétaires successives
Autrefois, Bolland appartenait aux marquis d'Anvers. Mais, à cause de l'éloignement, ceux-ci s'occupaient très peu du village qui, jusqu'à la Révolution française, garda son indépendance : il s'agissait d'une seigneurie allodiale :
- du XIIIe siècle au XVe siècle, la famille de Houffalize et Brandenberg,
- aux XVIe siècle et XVIIe siècle, la famille d'Eynatten, Berlo et Groesbeek,
- du XVIIIe siècle au XIXe siècle, la famille de Lannoy,
- et enfin, la famille de Berlaymont.

En 1920, le château et le domaine de 70 hectares furent mis en vente et acquis par le baron Adhémar de Royer de Dour de Fraula et a été occupé successivement par son fils, Adolphe, puis par Éric. 
Actuellement, le château, un domaine privé, est dans un grand état de délabrement qui s'aggrave au fil du temps.

## Composition
La tour carrée du château est la partie la plus ancienne (XIIIe siècle ou XIVe siècle). 
La tour ronde et les bâtiments principaux datent du XVIe siècle et ont subi d'importants remaniements dans la seconde moitié du XVIIe siècle.
Le château, à tourelles d'angle, était entouré d'un fossé. L'endroit possédait encore des constructions d'un couvent de récollets fondé au XVIIe siècle par Jean de Berlo, seigneur de Bolland et Marguerite d'Eynatten, son épouse. À la même époque, la famille d'Eynatten fournit deux gouverneurs à la forteresse de Franchimont.

## Classement
L'ensemble est classé depuis le 27 septembre 1972.